# Matthew Baroi
Matthew Baroi SDB (* 31. August 1925 in Narikelbari, Indien; † 4. April 1983) war ein indischer Ordensgeistlicher und Bischof von Krishnagar.

## Leben
Matthew Baroi trat der Ordensgemeinschaft der Salesianer Don Boscos bei und empfing am 8. Dezember 1957 das Sakrament der Priesterweihe.
Am 17. September 1973 ernannte ihn Papst Paul VI. zum Bischof von Krishnagar. Der Erzbischof von Kalkutta, Lawrence Trevor Picachy SJ, spendete ihm am 15. Dezember desselben Jahres die Bischofsweihe; Mitkonsekratoren waren der Bischof von Amravati, Joseph Albert Rosario MSFS, und der Bischof von Dibrugarh, Robert Kerketta SDB.